# Suberites excellens
Suberites excellens är en svampdjursart som först beskrevs av Thiele 1898.  Suberites excellens ingår i släktet Suberites och familjen Suberitidae. Inga underarter finns listade i Catalogue of Life.